# Гордон Ремзи
Гордон Џејмс Ремзи (енгл. Gordon James Ramsay; Џонстон, 8. новембар 1966) британски је кувар, телевизијска личност и ресторатер из Шкотске. Награђен је са 12 Мишленових звездица. Гордон је власник ресторана широм света, а јавности је нарочито постао познат по учешћу у бројним ријалити ТВ емисијама везаним за кување, као што су Паклена кухиња и Кухињске ноћне море.

## Биографија
Гордон Ремзи је рођен у Џонстону, Шкотској, 1966. године. Кувањем је почео да се бави 1981, након напуштања фудбала (као млад је играо за Ренџерсе) због повреде колена. Један од првих ресторана у којима је радио и учио кулинарство, био је и ресторан Харвис (Harvey's) у Лондону, где му је учитељ био славни енглески кувар Марко Пјер Вајт.
Године 1998, са само 32 године, отвара свој први ресторан La Tante Claire, у Челсију, предграђу Лондона, за који је добио три Мишленове звездице.
2008. Нинтендо објављује игрицу Паклена кухиња (Hell's Kitchen) са преко 35 оригиналних Ремзијевих рецепта.
Новембра 2010. Ремзи се појавио, заједно са Џејмијем Оливером, у једној епизоди Саут Парка, где су представљени на пародичан начин, што је и одлика те анимиране серије.
Гордон Ремзи живи у Лондону са својом породицом.
Често је критикован због псовања.